# 纳粹德国对同性恋的迫害及屠杀
第一次世界大戰后，在德國魏瑪共和國時期，同性戀者在德國，特別是在柏林有著比較世界上任何地方都更自由和更被接受的生活。然而，隨著阿道夫·希特勒的崛起，禁止同性戀成爲納粹政黨的目標之一，最終被列于大屠殺的名單内。1933年開始，同性戀組織被禁止，關於同性戀及性學的學術作品被禁止，而納粹内部的同性戀者被殺害。据估計，1928年德國有大約120万公開的男同性戀者，在1933年－1945年之間，大約10万男性被警方註冊為同性戀者，而當中的大約5万人被定罪。當中大部分人被囚禁在普通監獄，而估計有5000到15000人被關押在納粹集中營 。目前沒有清晰的數據表明當中究竟有多少人死亡，但是著名學者Ruediger Lautman估計關押在集中營的同性戀者的死亡率高達60%。監獄中的同性戀者受到逮捕者的殘酷對待，也受到其他囚犯的迫害。這是同性戀者比較其他“反社會團體”更高死亡率的因素之一。
戰後，很多國家沒有承認同性戀者在集中營的所遭受的待遇。甚至一些已經逃脫的人被再次逮捕，並根據納粹年間得到的證據再次被判刑。直到1980年代，政府才開始承認這段歷史，並一直到2002年，德國政府才爲此對同性戀社區作出道歉。雖然這段歷史仍具爭議，但是歐洲議會于2005年採納了關於對同性戀屠殺的解決方案。

## 納粹的崛起
在纳粹德国以前，柏林是自由的城市，这里有很多同性恋酒吧、俱乐部和酒店，甚至有很多为同性恋提供男扮女装表演的易装酒吧。在19世纪末到20世纪初之交的时候，这里也有相当多的同性恋权利运动。
在某种程度上说，纳粹对待同性恋的态度看起来很矛盾。虽然有一些证据想说明阿道夫·希特勒自己就是同性恋，但是在纳粹的意识形态中同性恋与国家社会主义是不相容的，因为同性恋不能繁殖后代，以使优等民族不朽。虽然他们一方面宣传同性恋与他们理想的雅利安人不相容，但是当时纳粹德国衝鋒隊的参谋长恩斯特·罗姆却是同性恋。纳粹德国认为同性恋德国男人也仍是优等民族一员，主要政策是通过“劳动消灭”，即将他们送进集中营来强制他们改变性取向而让他们重归主流社会。

## 大清洗

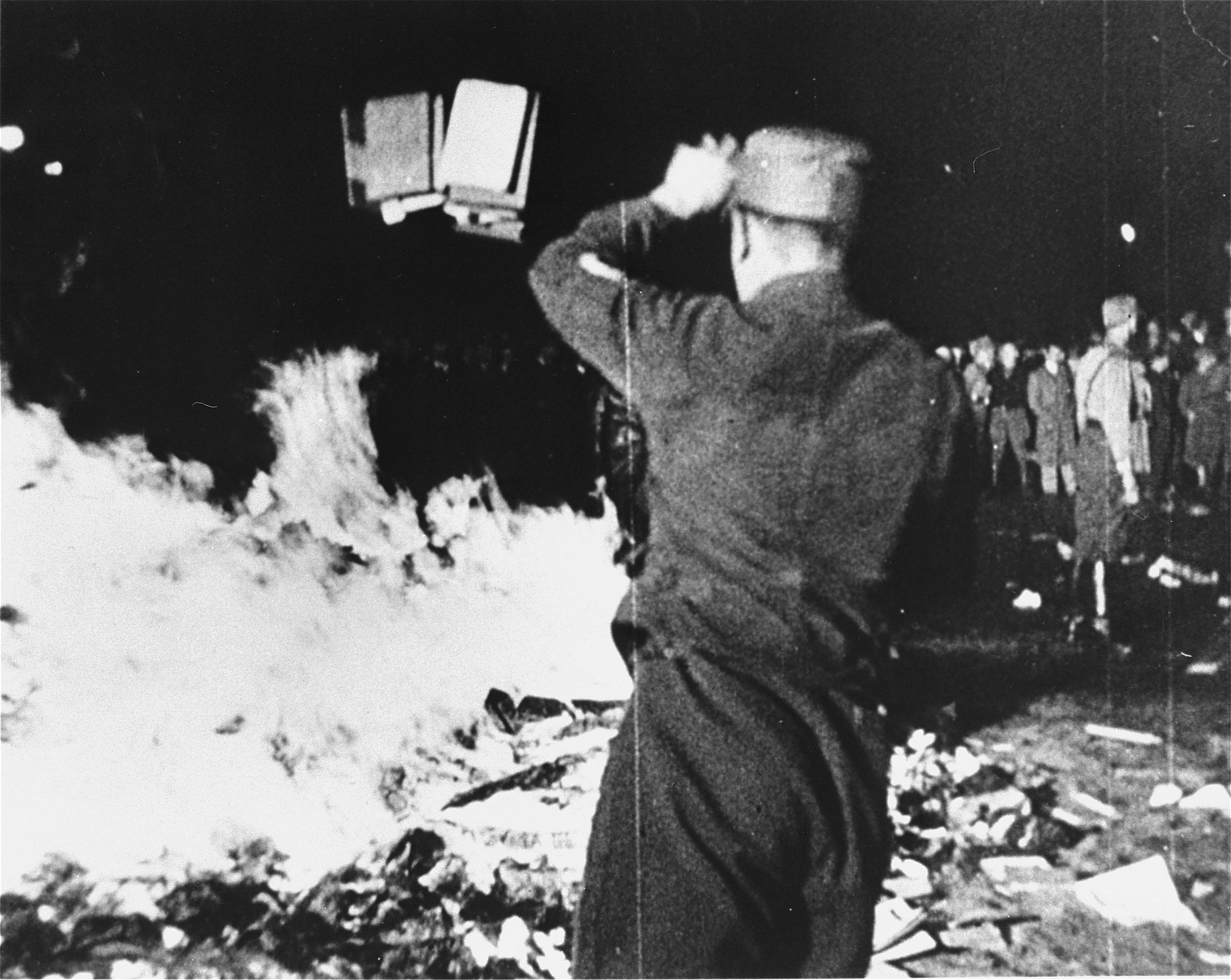
1933年5月10日，納粹在德國柏林焚燒猶太人作者的書籍，性科學學院的圖書館藏書，以及其他被認爲“非德國”的著作。

希特勒决定解散冲锋队时，他处死了罗姆和其他几个冲锋队的长官，以及其他几百个人。这次清洗运动就是著名的長刀之夜。处死罗姆显然是出于政治动机而不是由于他的性取向，但是性取向被作为处死他的理由。
同年，在清洗运动后不久，一个盖世太保的特殊机构建立，用来罗织著名同性恋者的名单。1936年，海因里希·希姆萊，纳粹黨衛隊的首领，创立了“打击同性恋和堕胎帝国中心办公室”（Reich Central Office for the Combatting of Homosexuality and Abortion）。
希姆莱曾经是罗姆的支持者，他争辩说对罗姆的清洗是犹太人人为制造的。但是在清洗运动后，希姆莱成为镇压同性恋的活跃分子。他声称：“我们必须彻底的消灭这些人，……，同性恋必须被清除。”。

## 集中營
死于大屠杀的同性恋者的人数有很多差异很大的估计数据，从最低的10000到最高的600000。统计数据差异如此大的一个原因是，研究人员是否把同性恋犹太人、斯拉夫人统计进去。
当研究在集中营中同性恋者地位的时候，很重要的一点是要了解集中营在纳粹德国中所起的作用：他是把社会与法西斯国家一致化的工具。对同性恋者来说，集中营是为偏离了国家社会规范的雅利安人提供再教育的中心。这种观点认为，把同性恋者拘留到集中营对于“纠正”同性恋倾向来说是必须的，并且也可以，至少在理论上可以，被释放和从新融合到社会中。
另一方面，希特勒也相信同性恋取向对个人来说是不可消灭的，所以再教育被镇压所取代。也就是说，同性恋被囚禁在集中营中，并受到极端形式的“厌恶疗法”（aversion therapy）。纳粹理论进一步把“顽固”同性恋和那些只是偶尔从事同性性行为的人区分开来。虽然阉割可能是对“顽固”同性恋者得到预期结果的方法。
然而这个理论不能说明在集中营里的同性恋者所遭受的非人待遇——甚至超过对待耶和華見證人、罪犯和政治犯的残忍行为。这可能由于纳粹党卫军对同性恋的态度，以及同性恋在纳粹社会中的低下地位。忽略同性恋的德国社会反映在集中营中：他们受到其他囚犯的蔑视，因此，同性恋者都竭力掩饰自己的身份。我们可以说明在集中营中，同性恋甚至连说话都要小心，因为这可能引起警卫和其他囚犯的怀疑和反感。
這可以解释集中营中的同性恋者比其他例如“反社会团体”都要高的死亡率。一个由Ruedigger Lautmann进行的研究表明，集中营里同性恋者的死亡率为60%，相比较的时政治犯為41%，耶和華見證人為35%。这个研究也表明，对中产和上层人群中的同性恋者，以及结了婚的和有孩子的同性恋者的生存率比战俘要稍微高一些。
妇女并没有正式被包含在纳粹的反同性恋法律中。然而，女同性恋则被认为是对家庭观念的威胁，并被标志为“反社会”。

## 戰後

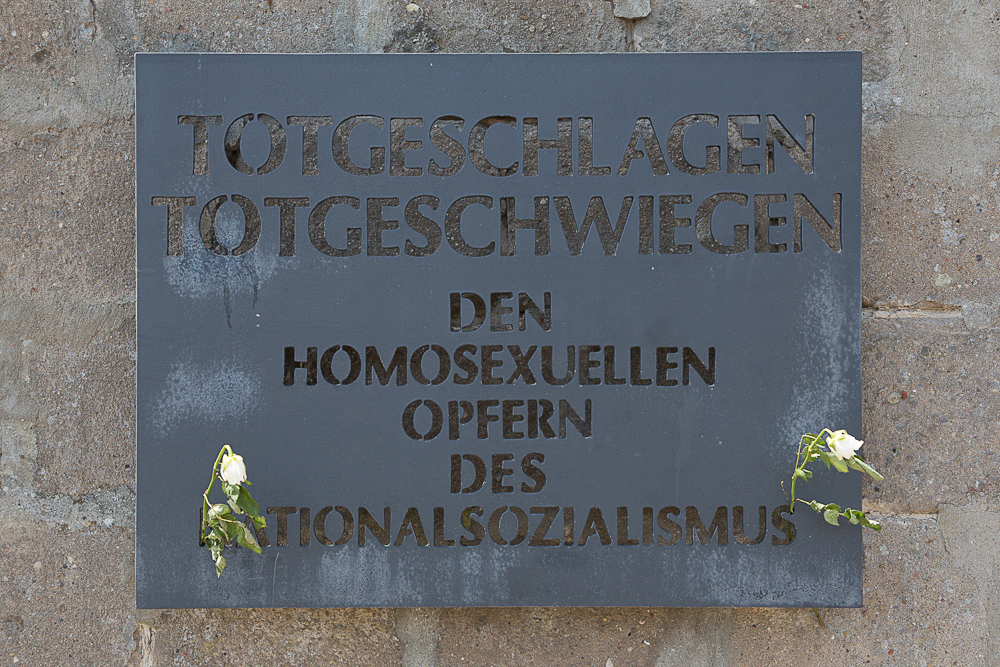
萨克森豪森集中营纪念牌

集中營中的同性戀囚犯并沒有獲得政府的承認。德國對其他群體的賠償和國家退休金被拒絕發給同性戀者，因爲他們仍然被認爲是罪犯。納粹德國的反同性戀法直到1994年才被廢除。
大屠殺的同性戀幸存者可能會因爲“重犯”而在此被囚禁，並被列入“性侵犯者”的名單中。在德國同盟軍政府時期，一些同性戀者被要求重新服刑，不管其在集中營已經被關押了多久。
納粹德國的反同性戀政策和他們對早期同性戀運動的迫害在當時的歷史學家和教育者之間被認爲是不合适的研究課題。直到1970年代和1980年代，才開始有主流媒體因爲倖存者的回憶錄開始探究這個主題。
2005年，歐洲議會在紀念奥斯维辛集中營解放六十周年的時候，通過了一個解決方案，並包括以下的内容：
|  | ……2005年1月27日，是納粹德國設立在奥斯威辛——比克瑙滅絕營解放60周年的紀念日。這裡是共計有150万猶太人、吉普赛人、波蘭人、俄羅斯人以及一些其他國家的人和同性戀者被殺害的地方。但是這不僅僅是歐洲公民應該記住並譴責這段極其恐怖的時期和大屠殺慘劇的重要時刻，也是爲了特別提出歐洲令人不安的反猶太主義的興起，以及爲了重新學習一個更加廣闊的教訓——根據種族、民族、宗教、社會分類、政治或性取向等而迫害他人的危險…… |